# 北極床杜父魚
北極床杜父魚（學名：Myoxocephalus scorpioides）為輻鰭魚綱鮋形目杜父魚亞目杜父魚科的其中一種，為寒帶海水魚，分布於北極圈海域，棲息深度0-275公尺，體長可達22公分，棲息在藻類生長的岩石水域，以片腳類為食，生活習性不明。

## 扩展阅读
維基物種上的相關：北極床杜父魚